# Жукув (Ґродзиський повіт)
Жукув (пол. Żuków) — село в Польщі, у гміні Гродзиськ-Мазовецький Ґродзиського повіту Мазовецького воєводства.
Населення — 146 осіб (2011).
У 1975-1998 роках село належало до Варшавського воєводства.

## Демографія
Демографічна структура станом на 31 березня 2011 року:
|          | Загалом | Допрацездатний вік | Працездатний вік | Постпрацездатний вік |
| -------- | ------- | ------------------ | ---------------- | -------------------- |
| Чоловіки | 70      | 12                 | 49               | 9                    |
| Жінки    | 76      | 13                 | 42               | 21                   |
| Разом    | 146     | 25                 | 91               | 30                   |